# 임장세고
《임장세고》(林庄世稿)는 동래정씨(東萊鄭氏) 6대 인물의 시문을 모은 조선시대의 시문 모음집이다.

## 저자 및 내용
조선 중기의 학자 석문(石門) 정영방(鄭榮邦)의 석문유고(石門遺稿)와 그의 장자 익재(益齋) 정혼(鄭焜)의 익재유고(益齋遺稿), 석문의 손자 눌재(訥齋) 정요천(鄭堯天)과 수와(睡窩) 정요성(鄭堯性)의 눌재유고(訥齋遺稿)와 수와유고(睡窩遺稿), 석문의 증손 천연대(天然臺) 정도건(鄭道鍵)의 천연대유고(天然臺遺稿), 석문의 고손 송설헌(松雪軒) 정태래(鄭泰來)의 송설헌유고(松雪軒遺稿)를 합편하였다.

## 목판 및 번역본

### 목판
《임장세고(林庄世稿)》의 목판 각 2권 90장은 익재(益齋) 정혼(鄭焜)이 제작한 《이자서절요(李子書節要)》 목판 각 6권 360장과 함께 석문(石門) 정영방(鄭榮邦)의 정자인 서석지(瑞石池) 외원의 장판각에 보관되어 있었으나, 후손에 의해 한국국학진흥원에 기탁되었고, 2015년 10월 9일 다른 책판과 함께 한국의 유교책판(Confucian Printing Woodblocks in Korea)으로 유네스코 세계기록유산(UNESCO Memory of the World)에 등재되었다.

### 번역본
한국국학진흥원은 2014년 영남선현문집 국역사업의 하나로 《임장세고(林庄世稿)》를 국역 발간하였다.